# Козівське благочиння ПЦУ
Козівське благочиння — релігійна структура Тернопільської єпархії Православної церкви України, що діє на території Тернопільської області України.

## Парафії благочиння
| Парафії                      | Населені пункти |
| ---------------------------- | --------------- |
| Святителя Миколая Чудотворця | с. Вікторівка   |
| Святої Тройці                | с. Потік        |